# Dollar (Band)
Dollar war ein britisches Popduo, bestehend aus Thereza Bazar und David van Day, das zwischen 1978 und 1988 fünf Top-10-Hits in den britischen Charts hatte.

## Biografie
Bazar und van Day waren zunächst Mitglieder der 1974 gegründeten Vokalgruppe Guys ’n’ Dolls, die durch das Lied There’s a Whole Lot of Loving bekannt wurde. Bereits 1975 trennten sich die beiden Musiker von dem Sextett, das fortan als Quartett weiterbestand.
Obwohl sich Bazar und van Day nicht besonders mochten, bildeten sie 1978 das Duo Dollar. Die Singles Shooting Star (1978) und Who Were You with in the Moonlight (1979) stiegen in die Top 20 der UK-Charts. Das selbstgeschriebene Love’s Gotta Hold on Me erreichte dort im Spätsommer des Jahres sogar Platz 4. Mit der Coverversion des Beatles-Hits I Wanna Hold Your Hand folgte zum Jahresende ein zweiter Top-10-Hit. Bis 1982 stiegen sieben weitere Singles in die englische Hitparade, Mirror Mirror (Mon amour) (1981) und Give Me Back My Heart (1982) erklommen jeweils den 4. Platz.
Inzwischen hatte sich das Verhältnis der Protagonisten weiter verschlechtert, so dass die Zusammenarbeit 1983 beendet wurde. Beide Musiker widmeten sich Soloprojekten. Als sich jedoch kein Erfolg einstellte, kam es 1986 zur Reunion Dollars. Mit Oh L’amour, einer Neuaufnahme des 1986er Erasure-Hits, hatte das Duo 1987 einen Top-10-Hit in der Schweiz und in England. Nach der nur mäßig erfolgreichen Single It’s Nature’s Way (No Problem) trennten sich Bazar und van Day 1988 erneut.
David van Day wurde in den späten 1990er Jahren Mitglied bei Bucks Fizz.

## Mitglieder
- Thereza Bazar (* 23. Mai 1955 in Kanada)
- David van Day (* 28. November 1956 in Brighton, Sussex, eigentlich David Paul Day)

## Diskografie

### Alben
| Jahr | Titel            | Höchstplatzierung, Gesamtwochen, AuszeichnungChartplatzierungen (Jahr, Titel, Platzierungen, Wochen, Auszeichnungen, Anmerkungen) | Höchstplatzierung, Gesamtwochen, AuszeichnungChartplatzierungen (Jahr, Titel, Platzierungen, Wochen, Auszeichnungen, Anmerkungen) | Höchstplatzierung, Gesamtwochen, AuszeichnungChartplatzierungen (Jahr, Titel, Platzierungen, Wochen, Auszeichnungen, Anmerkungen) | Höchstplatzierung, Gesamtwochen, AuszeichnungChartplatzierungen (Jahr, Titel, Platzierungen, Wochen, Auszeichnungen, Anmerkungen) | Anmerkungen                                                         |
| Jahr | Titel            | DE | CH | UK | US | Anmerkungen                                                         |
| ---- | ---------------- | --- | --- | --- | --- | ------------------------------------------------------------------- |
| 1979 | Shooting Stars   | — | — | UK36 (7 Wo.)UK | — | Erstveröffentlichung: September 1979 Produzent: Christopher Neil    |
| 1982 | The Dollar Album | — | — | UK18 Silber · (11 Wo.)UK | — | Erstveröffentlichung: Oktober 1982 Produzenten: Dollar, Trevor Horn |

grau schraffiert: keine Chartdaten aus diesem Jahr verfügbar
Weitere Alben
- 1980: The Paris Collection

### Kompilationen
| Jahr | Titel                   | Höchstplatzierung, Gesamtwochen, AuszeichnungChartplatzierungen (Jahr, Titel, Platzierungen, Wochen, Auszeichnungen, Anmerkungen) | Höchstplatzierung, Gesamtwochen, AuszeichnungChartplatzierungen (Jahr, Titel, Platzierungen, Wochen, Auszeichnungen, Anmerkungen) | Höchstplatzierung, Gesamtwochen, AuszeichnungChartplatzierungen (Jahr, Titel, Platzierungen, Wochen, Auszeichnungen, Anmerkungen) | Höchstplatzierung, Gesamtwochen, AuszeichnungChartplatzierungen (Jahr, Titel, Platzierungen, Wochen, Auszeichnungen, Anmerkungen) | Anmerkungen                      |
| Jahr | Titel                   | DE | CH | UK | US | Anmerkungen                      |
| ---- | ----------------------- | --- | --- | --- | --- | -------------------------------- |
| 1982 | The Very Best of Dollar | — | — | UK31 Silber · (9 Wo.)UK | — | Erstveröffentlichung: April 1982 |

grau schraffiert: keine Chartdaten aus diesem Jahr verfügbar
Weitere Kompilationen
- 1980: The Paris Collection
- 1982: 6 Song Album
- 1982: The Brightest Dollar
- 1992: The Collection
- 1995: Shooting Stars
- 1997: The Best of Dollar: New Recordings of Their Greatest Hits … and More …
- 1997: Love Tonig
- 1998: Greatest Hits
- 1998: The Best of Dollar
- 2001: Dollar
- 2002: Shooting Stars: The Dollar Collection
- 2006: The Platinum Collection

### Singles
| Jahr | Titel Album                                       | Höchstplatzierung, Gesamtwochen, AuszeichnungChartplatzierungen (Jahr, Titel, Album, Platzierungen, Wochen, Auszeichnungen, Anmerkungen) | Höchstplatzierung, Gesamtwochen, AuszeichnungChartplatzierungen (Jahr, Titel, Album, Platzierungen, Wochen, Auszeichnungen, Anmerkungen) | Höchstplatzierung, Gesamtwochen, AuszeichnungChartplatzierungen (Jahr, Titel, Album, Platzierungen, Wochen, Auszeichnungen, Anmerkungen) | Höchstplatzierung, Gesamtwochen, AuszeichnungChartplatzierungen (Jahr, Titel, Album, Platzierungen, Wochen, Auszeichnungen, Anmerkungen) | Anmerkungen |
| Jahr | Titel Album                                       | DE | CH | UK | US | Anmerkungen |
| ---- | ------------------------------------------------- | --- | --- | --- | --- | --- |
| 1978 | Shooting Star Shooting Stars                      | DE35 (5 Wo.)DE | — | UK14 Silber · (12 Wo.)UK | US74 (6 Wo.)US | Erstveröffentlichung: 13. Oktober 1978 Autor: David Courtney                                                                         |
| 1979 | Who Were You with in the Moonlight Shooting Stars | — | — | UK14 (12 Wo.)UK | — | Erstveröffentlichung: 4. Mai 1979 Autor: David Courtney                                                                              |
| 1979 | Love’s Gotta Hold on Me Shooting Stars            | — | — | UK4 Silber · (13 Wo.)UK | — | Erstveröffentlichung: 27. Juli 1979 Autoren: Thereza Bazar, David van Day                                                            |
| 1979 | I Wanna Hold Your Hand The Very Best of Dollar    | — | — | UK9 (14 Wo.)UK | — | Erstveröffentlichung: 12. November 1979 Autoren: John Lennon, Paul McCartney Original: The Beatles, 1963                             |
| 1980 | Taking a Chance on You The Paris Collection       | — | — | UK62 (3 Wo.)UK | — | Erstveröffentlichung: 24. Oktober Autoren: Thereza Bazar, David van Day                                                              |
| 1981 | Hand Held in Black and White The Dollar Album     | — | — | UK19 (12 Wo.)UK | — | Erstveröffentlichung: 1. August 1981 Autoren: Trevor Horn, Bruce Woolley                                                             |
| 1981 | Mirror Mirror (Mon amour) The Dollar Album        | — | — | UK4 Silber · (17 Wo.)UK | — | Erstveröffentlichung: November 1981 Autoren: Trevor Horn, Bruce Woolley                                                              |
| 1982 | Ring Ring (Reissue) Shooting Stars                | — | — | UK61 (2 Wo.)UK | — | Wiederveröffentlichung: Februar 1982 Autor: Chris Rainbow                                                                            |
| 1982 | Give Me Back My Heart The Dollar Album            | — | — | UK4 Silber · (9 Wo.)UK | — | Erstveröffentlichung: März 1982 Autoren: Trevor Horn, Simon Darlow                                                                   |
| 1982 | Videotheque The Dollar Album                      | — | — | UK17 (10 Wo.)UK | — | Erstveröffentlichung: Juni 1982 Autoren: Trevor Horn, Simon Darlow                                                                   |
| 1982 | Give Me Some Kinda Magic The Dollar Album         | — | — | UK34 (6 Wo.)UK | — | Erstveröffentlichung: September 1982 Autoren: Thereza Bazar, David van Day                                                           |
| 1986 | We Walked in Love –                               | — | — | UK61 (4 Wo.)UK | — | Erstveröffentlichung: Juli 1986 Autor: Michael St.James, Produzent: Christopher Neil                                                 |
| 1987 | Oh L’amour –                                      | DE27 (10 Wo.)DE | CH10 (9 Wo.)CH | UK7 (11 Wo.)UK | — | Erstveröffentlichung: November 1987 Autoren: Andy Bell, Vince Clarke Produzenten: Stock Aitken Waterman Original: Erasure, 1986      |
| 1988 | It’s Nature’s Way (No Problem) –                  | DE46 (6 Wo.)DE | — | UK58 (3 Wo.)UK | — | Erstveröffentlichung: Juli 1988 Autoren: Thereza Bazar, David van Day, Mike Burns, Steve Glen, Produzenten: Phil Harding, Ian Curnow |

Weitere Singles
- 1979: Ring, Ring
- 1980: Love Street / I Need Your Love
- 1980: The Girls Are Out to Get Ya
- 1981: You Take My Breath Away
- 1982: Two Hearts
- 1986: Haven’t We Said Goodbye Before